# Nahuel Franco
Nahuel Ismael Franco (San Lorenzo, Argentina; 12 de septiembre de 2001) es un futbolista argentino. Juega de defensa.

## Trayectoria
Formado en las inferiores de Rosario Central, Franco fue promovido al primer equipo en 2020. Debutó en Central el 20 de julio de 2021 en la derrota por 2-1 ante Godoy Cruz. Disputó tres encuentros en su primer año.
El 6 de junio de 2022, Franco fue cedido al Boca Unidos en el Torneo Federal A.
Tras ser liberado de Rosario, el 10 de febrero de 2023 Franco se incorporó al Akademija Pandev de la Primera División de Macedonia del Norte.

## Estadísticas
Actualizado al último partido disputado el 14 de octubre de 2022.
| Club                                 | Div.          | Temporada     | Liga  | Liga  | Copas nacionales | Copas nacionales | Copas internacionales | Copas internacionales | Total | Total |
| Club                                 | Div.          | Temporada     | Part. | Goles | Part.            | Goles            | Part.                 | Goles                 | Part. | Goles |
| ------------------------------------ | ------------- | ------------- | ----- | ----- | ---------------- | ---------------- | --------------------- | --------------------- | ----- | ----- |
| Rosario Central Argentina            | 1.ª           | 2021          | 0     | 0     | 0                | 0                | 0                     | 0                     | 0     | 0     |
| Rosario Central Argentina            | 1.ª           | 2022          | 3     | 0     | 0                | 0                | —                     | —                     | 3     | 0     |
| Rosario Central Argentina            | Total club    | Total club    | 3     | 0     | 0                | 0                | 0                     | 0                     | 3     | 0     |
| Boca Unidos Argentina                | 3.ª           | 2022          | 21    | 0     | —                | —                | —                     | —                     | 21    | 0     |
| Boca Unidos Argentina                | Total club    | Total club    | 21    | 0     | 0                | 0                | 0                     | 0                     | 21    | 0     |
| Akademija Pandev Macedonia del Norte | 1.ª           | 2022-23       | 0     | 0     | 0                | 0                | —                     | —                     | 0     | 0     |
| Akademija Pandev Macedonia del Norte | Total club    | Total club    | 0     | 0     | 0                | 0                | 0                     | 0                     | 0     | 0     |
| Total carrera                        | Total carrera | Total carrera | 24    | 0     | 0                | 0                | 0                     | 0                     | 24    | 0     |